# Westendorf (Quedlinburg)
Westendorf ist ein Stadtteil von Quedlinburg westlich des Schlossbergs, der als Vorort und früher selbständige Gemeinde im Jahre 1810 während der Zugehörigkeit zum Königreich Westphalen gemeinsam mit der Neue-Weg-Vorstadt nach Quedlinburg eingemeindet worden ist.

## Geschichte
Westendorf wurde erstmals im Jahre 964 urkundlich erwähnt. Später lag der Ort bis zu Eingemeindung im fürstlichen Amt der Äbtissin von Quedlinburg und zählte zuletzt 233 Häuser. Das Dorf besaß eigene Geschworene und ein eigenes Gemeindeamt im 1976 abgebrochenen Fachwerkgebäude Gildeschaft Nr. 2.
Die Einwohner von Westendorf waren in die St. Wiperti-Kirche in Quedlinburg eingemeindet.
Auf der Ortsflur von Westendorf befand sich der sagenumwobene Finkenherd.
Westlich von Westendorf entstand im 16. Jahrhundert die Siedlung Münzenberg.

## Bemerkenswerte Bauwerke
In Westerndorf liegen folgende bemerkenswerte Bauten:
- Finkenherd 1, Finkenherd 2, Finkenherd 3, Finkenherd 4, Finkenherd 5, Finkenherd 6 und Finkenherd 8
- Gaststätte Wordhaus
- Schloßberg 3, Schloßberg 4, Schloßberg 5, Schloßberg 6, Schloßberg 7, Schloßberg 16, Schloßberg 17, Schloßberg 18, Schloßberg 19, Schloßberg 21, Schloßberg 22, Schloßberg 23, Schloßberg 24, Schloßberg 25, Schloßberg 35, Schloßberg 36, Schloßberg 37, Schloßberg 38 und Schloßberg 39
- Vitzthum von Eckstedtscher Freihof
- Wassertorstraße 5, Wassertorstraße 6, Wassertorstraße 11, Wassertorstraße 12, Wassertorstraße 13, Wassertorstraße 15, 16, Wassertorstraße 18 und Wassertorstraße 33